# Armesberg

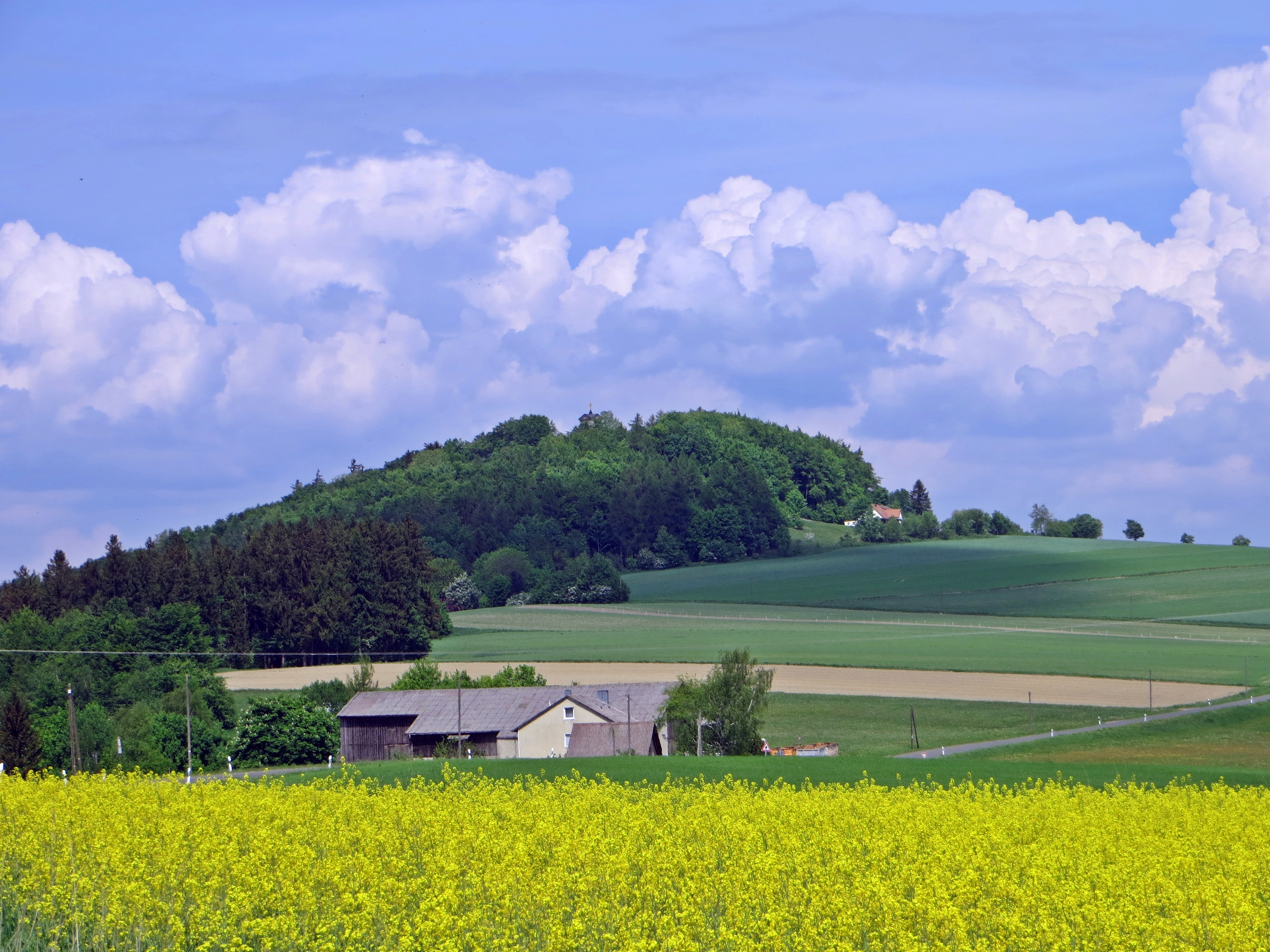
Blick auf den Armesberg

Der Armesberg (731 m ü. NN) ist ein weithin sichtbarer, bewaldeter Basaltkegel südöstlich von Zinst auf dem Gebiet der Gemarkung Oberwappenöst im östlichen Teil der Gemeinde Kulmain im Landkreis Tirschenreuth/Oberpfalz. Er liegt an der alten Handelsstraße von Eger nach Nürnberg. Auf dem Gipfel befindet sich eine historisch wertvolle und denkmalgeschützte Wallfahrtskirche. Zum Armesberg hinauf führen zahlreiche Wanderwege und Fahrradrouten. Markenzeichen des Bergs ist der kunstvoll gestaltete Kreuzweg und der fast nur aus Basalt bestehende Gipfel. Der Armesberg bildet die Wasserscheide zwischen Fichtel- und Haidenaab und zugleich eine Abgrenzung des Steinwaldes gen Westen. Naturräumlich rechnet ihn das Bayerische Landesamt für Umwelt (LfU) zur Einheit Steinwald (394-C).

## Namensherkunft
Die erste Erwähnung des Armesbergs bzw. des Ortes Erdenweis findet man in einer 1450 erschienenen Zustandsbeschreibung der Waldfluren durch Forstmeister Ulrich Flugler:

„Nota die orter auf dem mittern vorst dem Vlrich Flugler von meins gnedigen Herrn wegen Jnnehat[...]

Jt. an dem Ermweis hait man[...]“

Dieses Ermweis entspricht dem heutigen Ort Erdenweis. 1516 werden die Ermesloe und der Ermesberg (heute Armeswald und Armesberg) genannt. Dies gibt einen Hinweis auf die mögliche Herkunft des Namens Armesberg. Es könnte ein Erdenberg sein, da aus Ermweis später Erdenweis wurde. Es wäre also möglich, dass aus Ermesberg später Erdenberg geworden wäre, was jedoch nicht eingetreten ist.

Ein anderer Name für den Armesberg ist Armansberg. Dieser wurde 1877 beim Bau des Armannsbergtunnels von einem fremden Beamten eingeführt, ist jedoch heute ungebräuchlich.

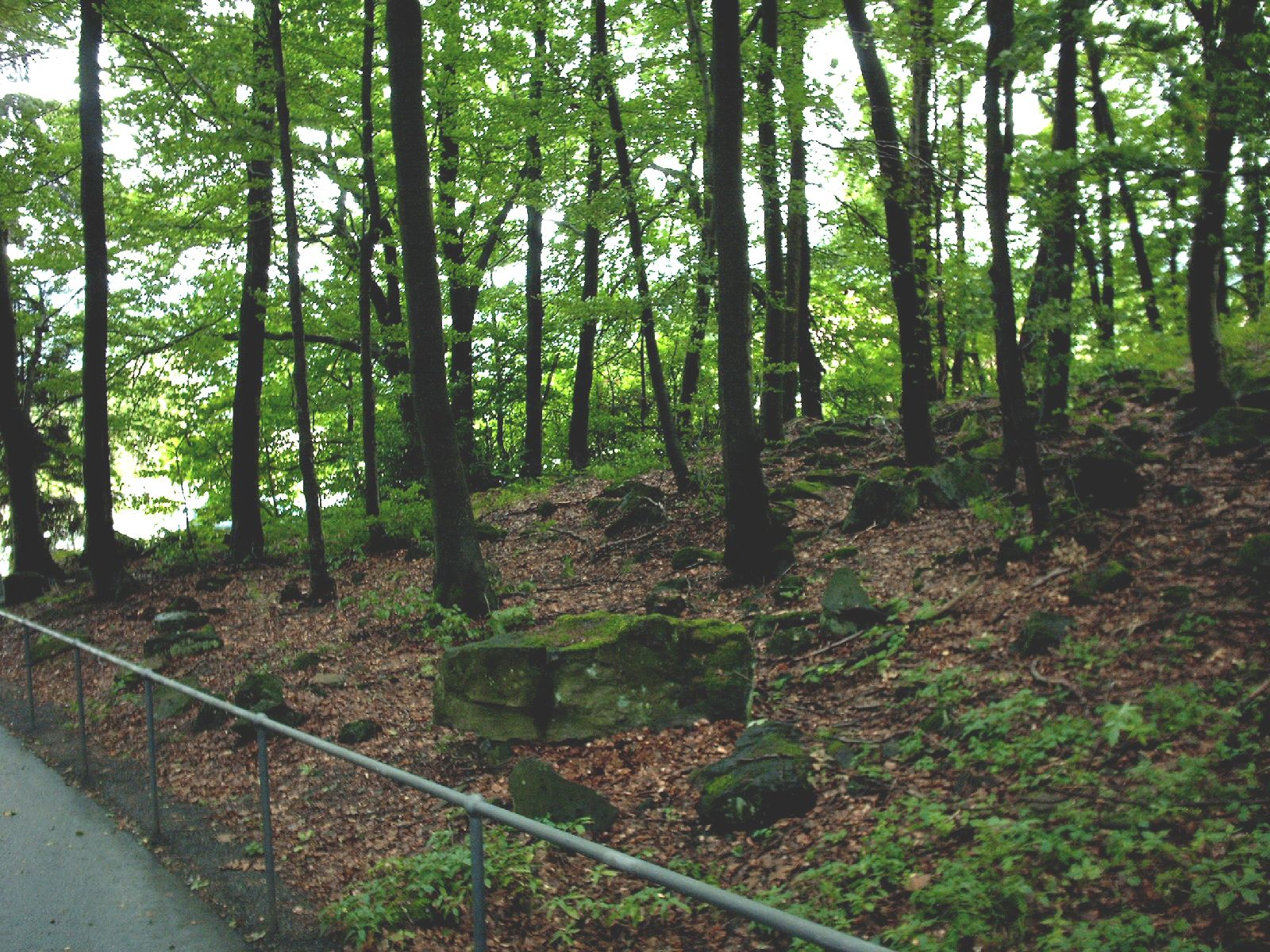
Basalt auf dem Armesberg

## Geologie
An der Südwestseite des Berges befindet sich ein mächtiges Basalt-Trümmerfeld. Dieses ist darauf zurückzuführen, dass der Armesberg ein Vulkanschlot ist, ähnlich wie der Rauhe Kulm. Es gibt noch eine ganze Reihe solcher Vulkanschlote in der nördlichen Oberpfalz. Vermutlich rührt dieser Oberpfälzer Vulkanismus von zwei Linien her:
Erstens liegt er parallel zur Fränkischen Linie, einer großen Störzone, die aller Wahrscheinlichkeit nach vor 25-20 Millionen Jahren wieder reaktiviert wurde, andererseits an der Linie Eger-Kemnath, die als Verlängerung des Eger-Grabens zu sehen ist.
Die eigentliche Entstehungsgeschichte beginnt im Kambrium. Zu dieser Zeit befand sich an der heutigen Stelle des Steinwalds ein Meer. Schutt, Kalk, Sand und andere Materialien vom Festland lagerten sich auf dem Meeresgrund ab und bildeten verschiedene Sedimentschichten. Unter enormem Druck, sowohl exogenem als auch endogenem, wurden diese Schichten zu einer festen Einheit gepresst. Dies war die Grundlage für eine Aufschiebung dieser über das ganze Meeresbecken ausgedehnten Schichten. Durch die Alpenaufschiebung wurden die Schichten von zwei Seiten zusammengepresst und schoben sich dadurch nach oben, bis sie einen Berg bildeten. Dies geschah im Tertiär vor etwa 60 Millionen Jahren. Der Armesberg war entstanden und ist bis heute, 60 Millionen Jahre später, immer noch ein markantes Landschaftsbild.
Der Vulkanismus entstand ebenfalls durch die Aufschiebung der Alpen, wodurch auch hier tektonische Bewegungen entstanden. Durch Risse drang das Magma bis fast an die Erdoberfläche und sammelte sich dort in Kammern. Bei einem normalen Vulkanausbruch wird das Magma durch den enormen Druck im Inneren der Kammer durch einen Schlot nach oben geschleudert. Befindet sich dagegen nur wenig Magma in dieser Kammer und wird der Ausbruch anderweitig ausgelöst (z. B. durch Gase), läuft die Lava nur aus dem Vulkan heraus und erstarrt zu verschiedenen Gesteinen, beim Armesberg Basalt. Wahrscheinlicher ist jedoch, dass die Lava bereits vor dem Austritt erkaltet war.

## Geschichte
Besiedelt wurde die Region Armesberg bereits im 12. Jahrhundert, als die Leuchtenberger die Sümpfe und den dichten Urwald rund um den Berg kultivierten und somit eine wohnliche Gegend schufen. Dies wird auch durch ein Lehensbuch der Leuchtenberger aus dem 14. Jahrhundert belegt. Schon damals wird der heute noch existente Ort „Godas“ als leuchtenbergisches Lehen benannt.
Nur ein stummer Zeuge ist vom Sumpf und dem Urwald übrig geblieben: die Fichtelnaab, die durch das am Fuße des Armesbergs gelegene Dorf Trevesen fließt. Übrigens soll es hier auch ein Raubritterschloss gegeben haben, was nicht besonders verwunderlich ist: Die dichten Wälder waren ein ideales Versteck für Verbrecher und es war auch nicht leicht, den Berg von der Süd- und Westseite, also der Seite der Gebietsverwalter, der Waldecker, zu besteigen, weil er dort zu steil ist. Auch im Dreißigjährigen Krieg versteckten sich die Anwohner in den dichten Wäldern vor den Schweden, oftmals zusammen mit ihrem Besitz und ihren Tieren.
Früher befand sich unterhalb der Bergkuppe die Michaelskapelle mit drei Wohnungen für ankommende oder sich auf der Durchreise befindliche Geistliche. Am 12. September 1706 wurde die Kapelle dem Heiligen Michael geweiht, jedoch verfiel das Gebäude mit der Zeit; ein Brand 1841 gab dem maroden Kirchlein den Rest.

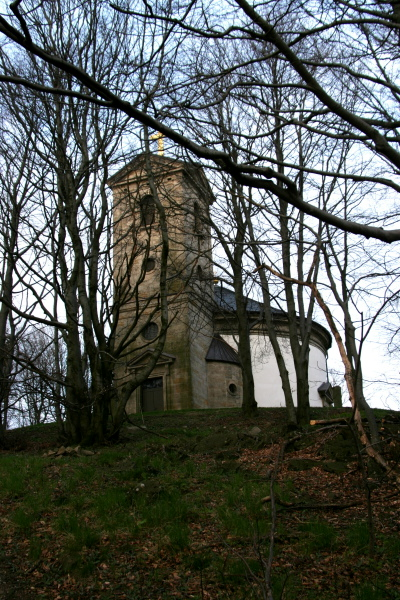
Heutige Wallfahrtskirche „Zur Heiligsten Dreifaltigkeit“

Das Kulmainer Wappen zeigt die Armesbergkirche vor der Zerstörung 1819

### Wallfahrtskirche
Auf der Bergspitze steht jetzt die Wallfahrtskirche „Zur Heiligsten Dreifaltigkeit“, ein wuchtiger Rundbau mit vorgebautem Turm.

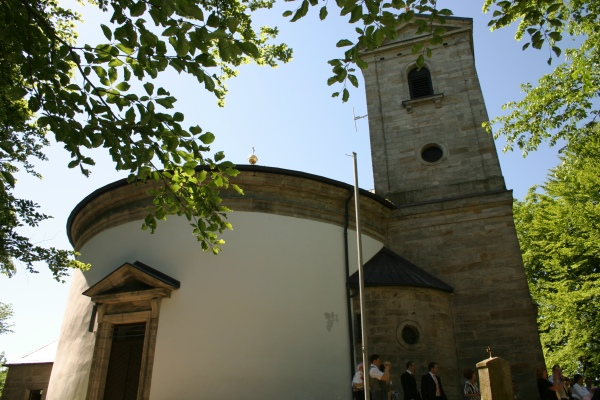
Wallfahrtskirche auf dem Gipfel des Armesbergs

#### Die erste Kirche
Vordem stand hier eine 1677/78 durch die Initiative des Kulmainer Pfarrers Christoph Arckhauer errichtete Kapelle, die am 12. August 1690 vom Regensburger Weihbischof Albert Ernst von Wartenberg konsekriert wurde; über die Einweihung der Kirche berichtete der Sulzbacher Kalender:
„Am 04. Juni 1678 war der ganze Bau vollendet, und wurde die Kapelle Tags darauf, am 05. Juni, als am ersten Sonntag nach Pfingsten, am heil. Dreifaltigkeitsfeste selbst, feierlich benedicirt und zwar vom Pfarrer und churfürstl. geistl. Rath Christoph Arckhauer zu Kulmain, ihrem Begründer, in Gegenwart von Georg Reiß, Pfarrer und Kämmerer zu Pressatz, Johann Stahl, Provisor zu Ebnath und Steinach, Johann Oettl, Pfarrer zu Pullenreuth, Wolfgang Valentin Burger, Pfarrer zu Waldeck, P. Corbinian Einziger, Vicar der Franziskaner-Reformaten zu Kemnath, der P.P. Carolus Rieffenträger, Menrad Rauch, Cherubin Hopfauer von da, endlich des Grafen Ludwig von St. Bonifacii, der Churfürstl. Durchlaucht in Bayern Kämmerer und Oberstlieutenant zu Pferd, und anderer hoher Standespersonen. Die Zahl der Anwesenden betrug über 3500, von denen 850 die heil. Sakramente der Buße und des Altares empfangen hatten. Das Hochamt hielt Pfarrer Oettl von Pullenreuth, die Predigt Pfarrer Arckhauer von Kulmain. Nach vollendetem Gottesdienste traktierte Graf von St. Bonifacii unter seinen frei aufgeschlagenen Zelten alle gegnwärtigen Priester und Standespersonen mit guten Speisen, Wein und Bier aus der inprovisierten Küche, während 4 Trompeter und ein Paukenschläger musicierten. Um 3 Uhr nachmittags wurde die feierliche Vesper abgehalten und mit dem Segen des Allerheiligsten die Feier selbst beendigt.“
Auch der Armesberg blieb von der Säkularisation nicht ganz verschont. 1804 sandte das Landgericht Kemnath folgenden Brief an die Landesdirektion:
„Auf dem Armesberge befinden sich zwei Kirchen, eine Dreifaltigkeitskirche und eine Michaelskirche. Wenn auf dem Armesberge keine Pfarrei errichtet wird, sind beide Kirchen entbehrlich. Da für die umliegenden Ortschaften wegen der gebirgigen und winterlichen Lage auf dem Armesberge eine kleine Schule besteht, so ist das elende Schulhaus zu vertauschen und das Pristerhaus, das an die Michaelskirche angebaut ist, zu einem Schulhaus zu herzurichen.“ Dennoch wurde das Gebäude nie umgebaut. Ein Blitzschlag zerstörte am 22. Mai 1819 das Bauwerk. Davon berichten auch die Aufzeichnungen des Lehrers Philip, der nahe beim Schulhaus wohnte:
Es war für mich und meine Familie sowie für alle benachbarten orte ein betrübender Anblick, mit Thränen in den Augen sah man jetzt zur Brandstätte hinauf, wo vorher so viele Tausend der frommen Wallfahrer Trost und Hilfe suchten und fanden. Ja! das verödete und zerstörte Gnadenkirchlein preßte uns viele Thränen aus den Augen.
Wertvollere Paramente, die Monstranz und Kelche fielen den Flammen nicht zum Opfer, weil sie in der Wohnung des Lehrers und Mesners aufbewahrt wurden.

#### Die neue, heutige Kirche

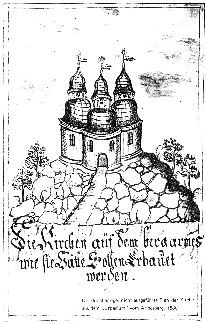
Die geplante, aber nicht erbaute Kirche

Der erste Plan für eine neue Kirche sah einen dreipassförmigen Grundriss vor, darüber drei Kapellen mit Kuppeldächern. Da die technische Konstruktion zu viele Schwierigkeiten bereitete, entschied man sich stattdessen für einen Rundbau mit Kuppeldach. Nach einer Spendenaktion zum Wiederaufbau des Gotteshauses begannen am 14. August 1822 die Außenarbeiten, die sich bis in das Jahr 1836 hinzogen, als am Dreifaltigkeitsfest die kirchliche Weihe erfolgte und das erste Messopfer gefeiert werden konnte. Sehenswert ist die Plastik Christus in der Rast. Der Altar der heutigen Kirche stammt noch aus der Michaelskapelle.
1839, am Dreifaltigkeitssonntag, wurde die erste Heilige Messe zelebriert. Lehrer Philip schrieb dazu auf:
„Ich kann es nicht beschreiben, mit welcher Andacht dieses Gotteshaus zur heiligen Dreifaltigkeit seit der Zeit, wo es wieder erbaut wurde, bei jedesmaligem Gottesdienst von Andächtigen aus nah und ferne besucht wird, und kaum dann kann die Kirche die Volksmenge fassen, welche herbeigeströmt und über die Herstellung dieser Kirche Freudenthränen vergießt.“
1841 dann wollte der damalige Pfarrer durch die immer geringer werdende Besucherzahl der Gottesdienste in Kulmain eine Gottesdienstbeschränkung beim Bischof erwirken, da seit dem Bau der neuen Armesbergkirche diese Kirche anstatt der Kulmainer Kirche besuchten. Bis dahin wurden auf dem Armesberg vom 1. Mai bis Ende Oktober Messen zelebriert – außer an Fronleichnam und dem darauffolgenden Sonntag, an denen alle Pfarrkinder zur Mutter Kirchen zu kommen gehalten seynd (mit Mutter Kirche ist hier die Kulmainer Pfarrkirche gemeint, da die Kirche auf dem Armesberg damals nur eine Filialkirche war – heutzutage übrigens auch noch). Die umliegende Bevölkerung jedoch stellte sich gegen den Pfarrer und schrieb am 10. April desselben Jahres einen Brief an den Bischof:
„Es ist immer traurig, wenn eine Pfarr-Gemeinde in der Ausübung ihrer Religion Hinderniße findet; bey und durch die Schuld der Menschen oder durche den Einfluß der Elemente. [...] Diese unsere herrliche Wallfahrtskirche [...] war von der Zeit ihrer ersten Erbauung im Jahre 1678 angefangen, fortwährend der Zufluchtsort von vielen tausend andächtigen Wallfahrern aus der Nähe und Ferne, und wurde besonders von den nahe gelegenen Dörfern, welche der Pfarrey Kulmain einverleibt sind, in den 6 Sommermonaten - vom ersten Mai bis 28. Oktober - immer sehr zahlreich besucht. [...]“ Der Bischof antwortete wenige Tage später, die Zahl der Gottesdienste werde nicht reduziert. Beim Dreifaltigkeitsfest des Jahres 1978 feierte man das 300-jährige Jubiläum der Kirche. Die Veranstaltung stand unter dem Motto, das schon Lehrer Philip 140 Jahre vorher zu Papier brachte:
„Mög das Gotteshaus noch viele Jahrhunderte allen benachbarten und ferner wohnenden christlichen Einwohnern als Zufluchtsort für ihr Seelenheil dienen und als Zierde unseres Landgerichts und der ganzen Obern Pfalz stehen!“

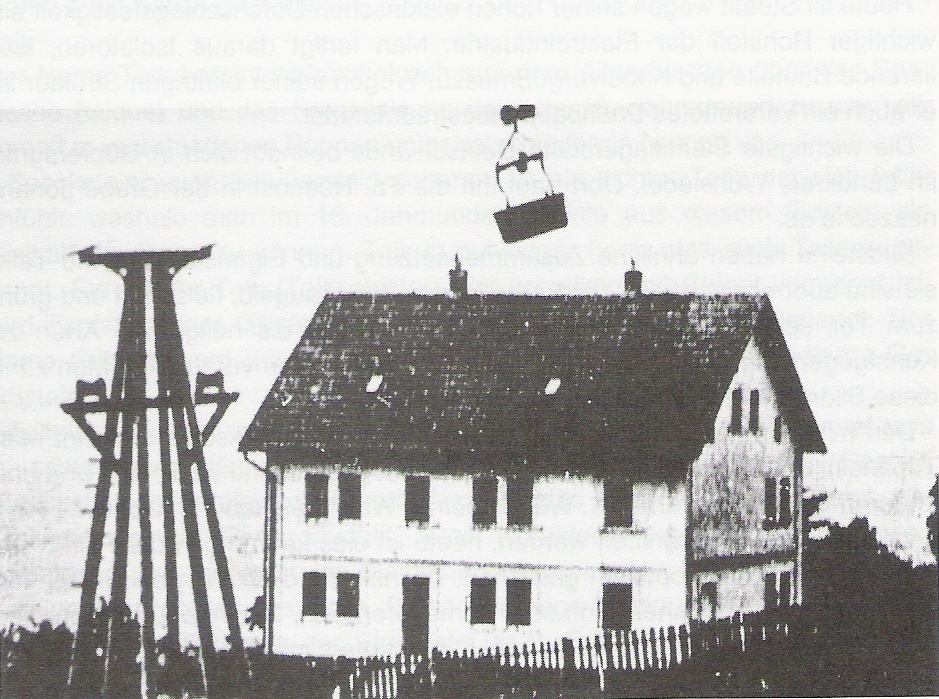
Die Seilbahn vom Steinbruch nach Immenreuth 1910

### Zinster Steinbruch
Auf dem Berg befindet sich ein Basaltsteinbruch, der so genannte Zinster Steinbruch. Dessen Geschichte begann im Jahre 1898, als man eine 5,2 km lange Seilbahn vom Steinbruch bis zum geplanten Aufbereitungslager am Bahnhof Immenreuth installierte. An Weihnachten 1899 wurde die Seilbahn mit 120 Loren in Betrieb genommen. Sie wurde von einer Dampfmaschine mit einer Gesamtleistung von 100 PS angetrieben. Das abgebaute Gestein wurde mit dieser Seilbahn nach Immenreuth transportiert. Dort wurde es von insgesamt 6 Backenbrechern (fünf Backenbrecher mit je 50 cm Backenbreite und ein Backenbrecher mit 60 cm Backenbreite) zerkleinert. Der Steinbruch und das Aufbereitungslager waren wichtige Arbeitgeber für die Region, was auch die Angestelltenzahl belegt: Zusammen hatten der Steinbruch und die Aufbereitungsanlage nach der Jahrhundertwende 130 Mitarbeiter.
Kurz nach der Jahrhundertwende lag die tägliche Schotterproduktion bei 250 Tonnen. 1940 wurde der Betrieb wegen Personalmangels eingestellt. Die gesamte Seilbahn- und Aufbereitungsanlage wurden demontiert und nach Voccawind bei Maroldsweisach transportiert.
Nach dem Krieg starteten die Inhaber des Basaltsteinbruchs einen Versuch, den Betrieb wieder aufzunehmen. Die Nordbayerischen Hartsteinwerke wurden gegründet – anfänglich nicht sonderlich erfolgreich. 1947 betrug die Tagesproduktion 140 bis 160 Tonnen (zum Vergleich: 250 Tonnen wurden kurz nach der Jahrhundertwende produziert!). Und das, obwohl man eine neue Brecheranlage direkt am Steinbruch errichtet hatte.
1989 wurde eine neue Aufbereitungsanlage gebaut. Dadurch stieg die Tagesproduktion mit 14 Beschäftigten auf 1000 Tonnen Schotter. Später wurde noch einmal eine stärkere Grob-Brecheranlage eingebaut. Der Steinbruch ist heute nicht mehr in Betrieb. Die komplette Brecheranlage wurde demontiert. Die Fundamente und die restlichen Anlagen wurden bereits teilweise abgerissen. Gegenwärtig (Anfang 2009) steht noch das Steuerhaus mit einer S5-Steuerung für die Brecheranlage und die LkW-Verladung.
Die Werkskantine, die damals errichtet wurde, ist noch bewirtschaftet.

## Sagen
Um den Armesberg ranken sich unzählige Sagen, die oftmals mit der vulkanischen Vergangenheit der Region zu tun haben. Die wichtigsten davon werden hier aufgeführt und interpretiert.

### Die Feuer auf dem Berge Armes
Der damalige Pfarrer des Armesbergs, Arckhauer, schrieb Folgendes:
„Es ist durchgehend erzählet worden, dass von undenklichen Jahren her und annoch meiner Zeit, brennende helle Feuer bei Nacht auf dem Berge gesehen worden sind. Nach vielfältigem Discursen hab ich von weiland als erlebten Johann Grüßl, gewesenen Bürgermeister zu Stadt Kemnath mir erzählen lassen, dass er ungefähr vor zwanzig Jahren um Mitternacht drei große Feuer auf diesem Berg von Kemnath aus habe hell brennen sehen. Ingleichen erhzählt Herr Johann Schreyer von Blumenthal auf Grünberg und Bodenwöhr, selbigmahl wohlhaft zu Grünberg, dass er von vielen Jahren erwähten Berg Armes drei Stunden lang in volligem Feuer habe stehen sehen, und was dergleichen Feuer-Anzeigung auch meiner Zeit mehrere gewesen sind.“
Pfarrer Arckhauer hielt diese Feuer für etwas Unnatürliches und Übersinnliches. Die Bewohner der umliegenden Dörfer erkannten diese Feuer als Anzeichen für einen versteckten Schatz. Niemand traute sich, den Ursachen der nächtlichen Feuer auf den Grund zu gehen, weil die finsteren Wälder voll von Gespenstern und Unholden steckten, wie die Leute glaubten.
Schon seit vielen Jahren hat niemand mehr jemals Feuer oder Ähnliches auf dem Berg gesehen. Eine Erklärung für die hell brennenden Feuer dürften die damals vielfach sich in der Gegend unterwegs befindlichen Erz- und Edelmetallsuchenden sein, deren nächtliche Schmelzfeuer gesichtet wurden.

### Gold und Reichtum
Einst soll ein Schäfer aus Kemnath eine Schafherde auf dem Armesberg gehütet haben. Er hatte einen Hund bei sich, der die Herde zusammenhalten und bewachen musste. Damals, als noch Bären und Wölfe in den oberpfälzischen und böhmischen Wäldern zu Hause waren und räuberisches Gesindel in den waldreichen Grenzgebieten untertauchte, mussten sich die Hirten auf ihre vierbeinigen Helfer ganz und gar verlassen können. Der Hund des Kemnather Schäfers nun lief jeden Tag in den Wald, wo es am dichtesten und unheimlichsten war und kam erst nach Stunden wieder zurück. Seinem Herrn war das nicht geheuer. Er wollte ergründen, was das Tier so regelmäßig in den Wald zog. Deshalb band er ihm eines Tages das Ende eines Wollknäuels an den Schwanz. Er ging dem Faden nach und kam zu einem Höhleneingang unter durcheinandergestürzten Felsbrocken. Er tastete sich hindurch und stand in einem hohen Gewölbe. Darin saßen drei Frauen hinter schweren Eisentruhen und lasen in dicken Büchern. Zu ihren Füßen lag der Hund, als wäre er verzaubert. Der Hirte erschrak. Als er sich wieder erholt hatte, sah er, dass die Truhen bis zum Rand mit Gold gefüllt waren und es packte ihn die Habgier. Er riss den Hut vom Kopf und schaufelte mit beiden Händen die Goldstücke hinein. Da hörte er ein Lamm blöken. Hastig warf er seinen Hut beiseite und lief hinaus, um nach seinen Schafen zu sehen. Als er wieder zurückkam, war alles dunkel, die drei Frauen verschwunden, Hut, Schatz und Bücher nicht mehr zu finden. Nur der Hund lag winselnd in einer Ecke: Er hatte sich in den Fäden verfangen.
Diese Sage ist vermutlich als Schlussfolgerung auf die Sage Die Feuer auf dem Berge Armes (siehe oben) entstanden. Die arme Bevölkerung vermutete einen Schatz auf dem Berg, also erzählte man sich diese Sage. Sie muss aus der Zeit vor der Mitte des 19. Jahrhunderts stammen, da danach keine Bären und Wölfe mehr in den Wäldern herumstreunten. Ob es die beschriebene Höhle noch gibt, ist anzuzweifeln. Gold gibt es jedoch im ganzen Steinwald und auf dem Armesberg nicht, wie schon Jordan Fuchs 1907 im ersten Jahrgang der Zeitschrift „Die Oberpfalz“ schilderte.

### Geld und Reichtum
Ein Mann, der nicht mit Reichtümern gesegnet war, hörte in der wohlhabenden Stadt Amberg mehrere Nächte hintereinander im Traum: „Geh auf die Steinerne Brücke! Dort suche dein Glück!“ Da aber die Steinerne Brücke bei Regensburg über die Donau führt, machte er sich dorthin auf den Weg und ging auf ihr immer auf und ab. Das bemerkte ein Regensburger Bürger, der die Steinerne Brücke passieren musste. Sie kamen ins Gespräch miteinander und es stellte sich heraus, dass der Regensburger auch geträumt hatte. Ihm hatte eine Stimme bedeutet, zu einem Berg zu gehen, auf dem ein Kirchlein steht: „Zweihundert Schritte unterhalb des Kirchleins, 150 Fuß links vom Wege findest Du einen Eingang mit fünf Stufen aus Holz, der zu einem Keller führt. Wenn du die dritte Stufe hochhebst, siehst Du einen Topf, der mit Geld gefüllt ist“. Der Amberger, der „seine“ Oberpfalz kannte, wusste sofort, dass mit dem Kellereingang unter dem Kirchberg nur der „Armes“ gemeint sein konnte, und wanderte zuversichtlich über die Feste Murach und die Leuchtenburg, „rastete in der Weiden“. Bevor er sich in der Stadt Kemnath zur Ruhe legte, erzählte er beim Bier dem Wirt von den Träumen, die ihn aus Amberg über die Regensburger Brücke und die Kemnather Wirtsstube auf den Armesberg führen sollte. Auch vom Topf unter der dritten der fünf Stufen unter dem Kellereingang, 200 Schritte unterhalb des Kirchleins, den er sich am nächsten Morgen holen wollte, berichtete er sorgfältig alle Einzelheiten.
Während der Amberger Schatzgräber nahe am Ziel seiner Wünsche ruhte, machte sich der Wirt heimlich auf, ließ Kulmain links liegen, stieg auf den Armesberg und fand den Topf mit dem Geld an der bezeichneten Stelle. Als der Gast aus Amberg merkte, wie schändlich seine Leutseligkeit ausgenutzt worden war, stieß er heftige Flüche und Verwünschungen gegen den Kemnather Wirt und seine Stadt aus und zog mit leeren Taschen den weiten Weg nach Amberg zurück. Dem Kemnather Gastwirt und seinem Haus aber soll das unrechte Gut kein Glück gebracht haben.
Wie oben, ist diese Sage auch vermutlich aus dem Volksglauben, auf dem Berg liege ein Schatz, entstanden. Auch diese Sage stammt aus dem 18. oder 19. Jahrhundert, da die Angaben „200 Fuß/150 Fuß“ unmissverständlich darauf deuten, dass es noch kein einheitliches Maß gab, denn das metrische System wurde erst am Anfang des 20. Jahrhunderts eingeführt.

### Der Schatz der Dreifaltigkeit
Heute noch liegt in einer verborgenen Höhle des Berges ein großer Goldschatz. An jedem Dreifaltigkeitssonntag, während die Glocke der Wallfahrtskirche zur Wandlung läutet, öffnet sich der Eingang. Wer ihn findet, kann von dem Gold mitnehmen, so viel er tragen kann. Er muss aber bis zum letzten Glockenschlag die Höhle wieder verlassen, denn der Eingang schließt sich dann wieder und hält ihn ein ganzes Jahr lang im Berg fest.
Solche Sagen sind für die oberpfälzische Region typisch. Möglicherweise ist hier wieder dieselbe Höhle wie bei der Sage Gold und Reichtum gemeint. Diese Sage ist eventuell später entstanden und deutet auf einen möglichen Einsturz einer Höhle hin. Jedoch ist auch hier wieder zu erwähnen, dass es nie Gold im und um den Steinwald gab.

## Besiedlung
Direkt auf dem Berg befindet sich die Einöde Armesberg, etwas unterhalb der Weiler Erdenweis, der größtenteils von Bauern besiedelt wird. Auf einem südlichen Ausläufer des Berges liegt das Dorf Godas (Gemeinde Kemnath), ebenfalls ein Dorf, das größtenteils von Bauern besiedelt wird. Etwas westlich davon liegt der Ort Waldeck. Auf dem nördlichen Ausläufer des Berges liegt das Dorf Wunschenberg, westlich davon ein Schotterwerk. Am östlichen Fuß des Berges befindet sich das Dorf Trevesen. Am westlichen Fuß kann man den Ort Neusteinreuth finden.

### Bauwerke

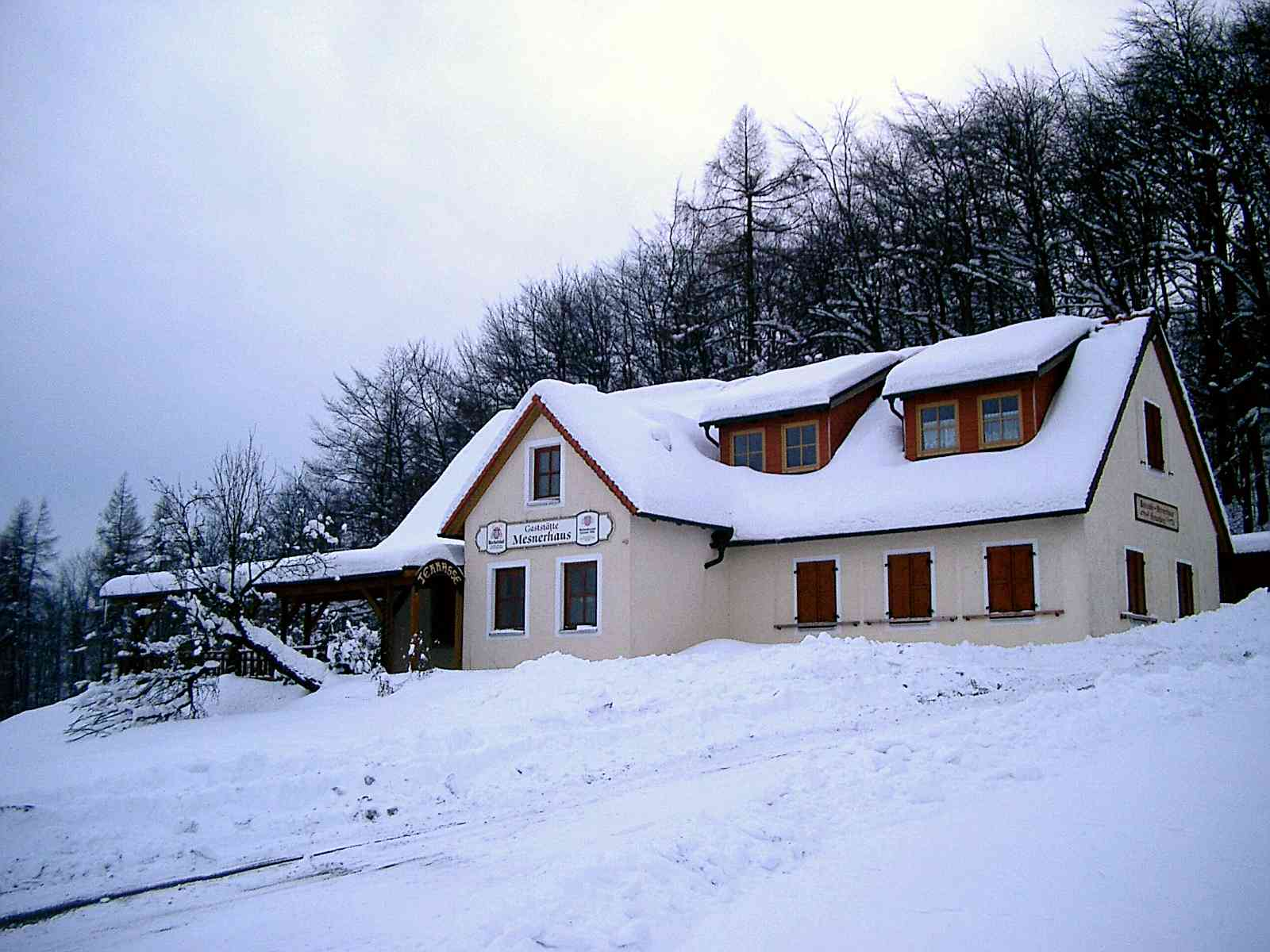
Heutige Gaststätte „Mesnerhaus“, ehemaliges Schul- u. Mesnerhaus

Am Fuße des Armesberges steht das alte Mesner- und Schulhaus, das heute eine Gaststätte ist. Auf dem Berg befindet sich noch eine Relaisstation für den Rundfunkempfang in der Umgebung. Dieser sollte 2003 erweitert werden, was jedoch vom Kulmainer Gemeinderat abgelehnt wurde.
In der Nähe der Gaststätte Mesnerhaus, die im April 2006 den Besitzer wechselte, befindet sich außerdem ein Spielplatz.

### Flächennutzung
Der größte Teil der unbewaldeten Fläche des Armesbergs wird landwirtschaftlich genutzt. Manche Flächen können jedoch nicht genutzt werden, weil sie zu steil sind. Es gibt auch einen Basaltsteinbruch, den so genannten Zinster Steinbruch. Dieser ist schon 100 Jahre alt, die Basaltvorräte gehen jedoch langsam zur Neige. Die dichten Wälder werden forstwirtschaftlich genutzt.

### Kreuzwegstation
Am 60-stufigen Treppenaufgang zur Bergkirche sowie um die Kirche herum stehen einzelne Kreuzwegstationen. Diese wurden im Jahre 1877, als der Oberwappenöster Eisenbahntunnel gebaut wurde, vom Baumeister Krautschneider aus Südtirol gestiftet. Damals war sein Sohn auf dem Baugerüst herumgeklettert und heruntergefallen. Der Vater versprach, er werde einen Kreuzweg auf dem Armesberg errichten, wenn der Junge den Sturz überleben würde. Tatsächlich war der Junge kaum verletzt und sein Vater hielt sein Versprechen.

1991 wurden der Treppenaufgang und die Kreuzwegstationen von der Pfarrei Kulmain generalsaniert. 

Die einzelnen Stationen werden durch vergoldete Bilder dargestellt, die in Granitsäulen gefasst sind.

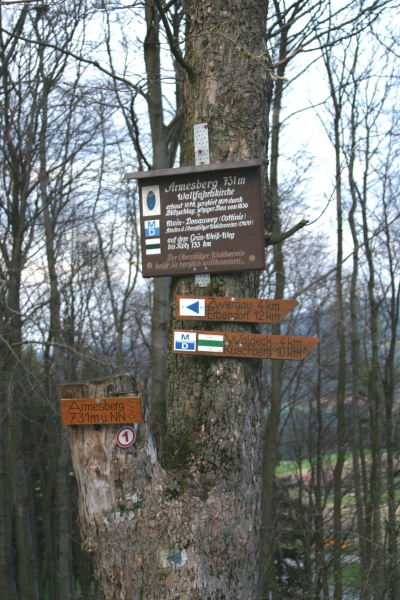
Wegweiser auf dem Armesberg

### Fahr- und Wanderwege
Über den Armesberg verlaufen der Südweg von Zinst nach Trevesen sowie weitere markierte Wanderwege; eine asphaltierte Fahrstraße führt bis fast zum Gipfel. Die Radtour Nr. 3 (Steinwaldtour) beinhaltet einen Besuch des Armesbergs. Der Grün-Weiß-Weg beginnt auf dem Armesberg, er ist außerdem ein Wegpunkt des Naturkundlich-geologischen Lehrpfads rund um Kemnath.
Über den Armesberg führt zudem die Kreisstraße TIR 8, die das Dorf Godas mit den Dörfern Trevesen und Waldeck verbindet. Sie ist zudem eine der wenigen Direktverbindungen der B 22 mit dem Steinwald.

## Landschaft und Natur

### Landschaft auf dem Armesberg
Der Berg selbst ist zu einem Großteil von Wald bedeckt. Die Wallfahrtskirche steht auf dem Gipfel, einem sehr steil ansteigenden Waldstück, das mit Basaltgestein übersät ist, was wiederum auf die vulkanische Vergangenheit des Berges schließen lässt. Während die Westseite des Armesbergs recht steil ist, verläuft die Ostseite zunächst relativ eben und steigt erst nach einigen hundert Metern an.

### Landschaft um den Armesberg
An der Westseite verändert sich die bis dahin von Hügeln geprägte Landschaft: Ein flaches Becken, das sich vom Fuße des Armesbergs bis südlich von Kemnath erstreckt, lässt weite Ausblicke auf die Region zu. Zunächst fällt das Gelände steil ab, danach wird das Land flach und ist kaum mehr bewaldet. Die Westseite des Berges befindet sich in einem kleinen Talkessel, der jedoch recht schnell wieder ansteigt.

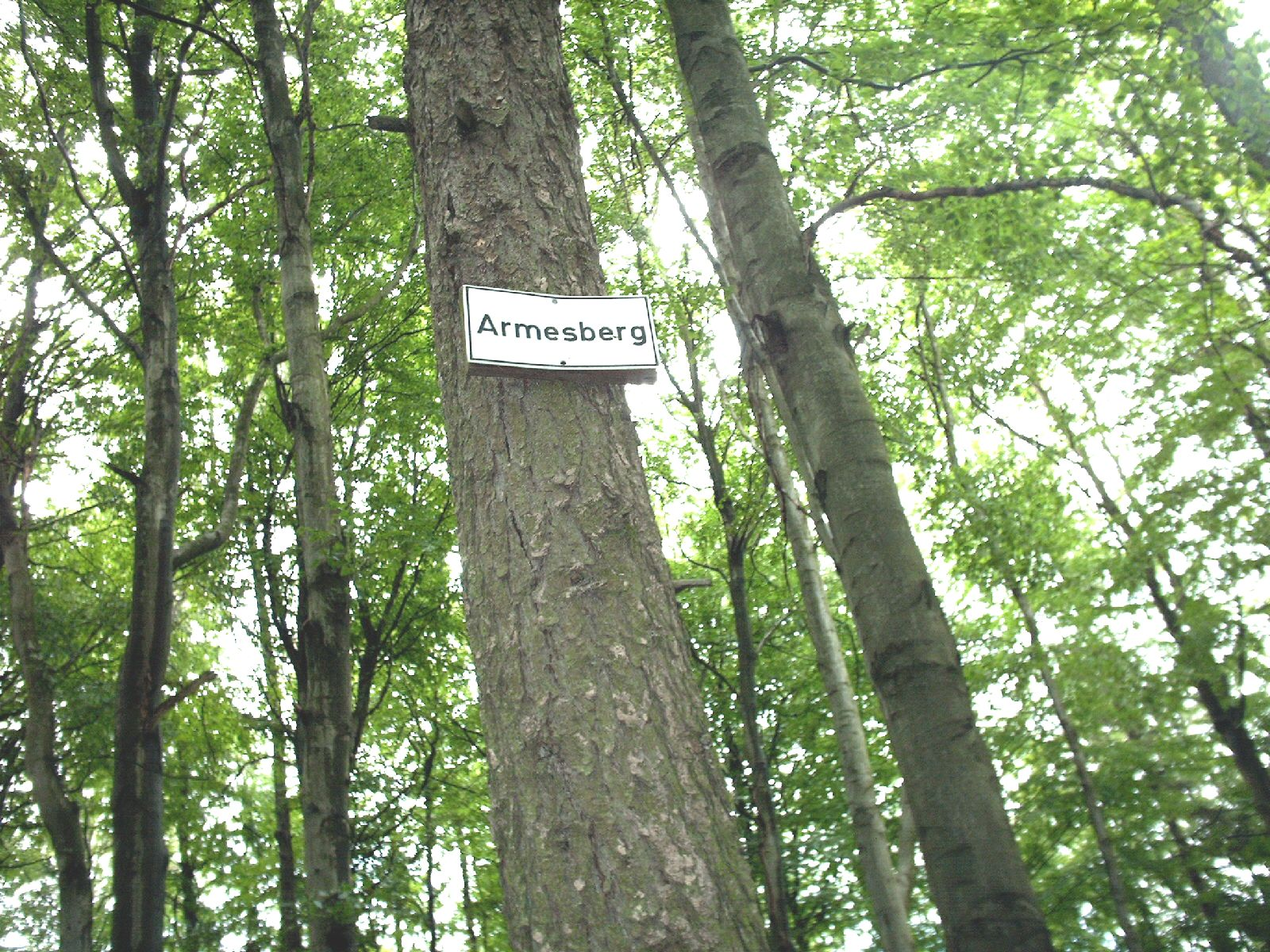
Schild zur Waldabteilung „Armesberg“

### Natur
Die Flora des Armesbergs und anderer Basaltkuppen ist artenreicher als die Pflanzenwelt auf den kargen Granitböden im Steinwald. Dies erklärt sich dadurch, dass sich die Basalte stärker aufheizen und somit wärmeliebenderen Pflanzen eine Heimat geben.
Auf dem Armesberg und den Basaltkuppen in der Umgebung wachsen Salepknabenkraut, das Breitblättrige Knabenkraut, das Stattliche Knabenkraut und das Große Zweiblatt. Nur in der Region um den Armesberg wächst das ansonsten im Steinwald nicht zu findende Brandknabenkraut. Des Weiteren findet man auf dem Armesberg noch viele andere Arten von Blumen und Kräutern, z. B. die Echte Schlüsselblume und das Schwarze Bilsenkraut.
Sämtliche bewaldete Flächen des Armesbergs sind zu einem großen Teil mit Nadelholzgewächsen bevölkert. Größtenteils sind dies Fichten und Kiefern. Lediglich direkt auf dem Gipfel gibt es einen größeren Bereich mit Laubbäumen.
Auf dem Armesberg leben viele Schmetterlingsarten, z. B. der Zitronenfalter, der Große Schillerfalter oder der Aurorafalter.
In den Waldhängen hinab zur Fichtelnaab begegnet man mit etwas Glück Feuersalamandern. In steinigen Gebieten um den Armesberg findet man Zaun- oder Waldeidechsen, Blindschleichen und gelegentlich auch Kreuzottern. Seit einiger Zeit finden sich die in dieser Region schon lange nicht mehr gesichteten Luchse in der näheren Umgebung des Berges (mehrere Zeugen, darunter ein Förster, konnten einige Exemplare beobachten). 

Der gesamte Armesberg (mit Basaltkuppe) ist als Naturdenkmal ausgewiesen.

## Fußwallfahrt
Es ist eine alte Tradition, die sich jedes Jahr reger Teilnahme erfreut: die Fußwallfahrt zum Armesberg. Jedes Jahr am dritten Sonntag im September brechen unzählige Gläubige um 6:30 Uhr zur Fußwallfahrt auf den Armesberg auf, auf dem dann in der Wallfahrtskirche ein Gottesdienst gefeiert wird. Zum ersten Mal fand diese Wallfahrt im Jahre 1691 statt.

## Vereine

### Freunde des Armesbergs e. V.
Der Verein Freunde des Armesbergs e. V. besteht aus 30 Mitgliedern und wurde im Jahre 2001 gegründet. Der Verein beschreibt seine Ziele selbst wie folgt:
Zu den Aufgaben des Vereins zählen
- der Schutz, die Erhaltung und eine positive Weiterentwicklung aller Anlagen, Gebäude und Flächen am Armesberg mit der Wallfahrtskirche zur hl. Dreifaltigkeit als Mittelpunkt
- die Pflege und die Unterhaltung von Wander- und Wallfahrtswegen zum Armesberg mit den Flurdenkmälern und Marteln
- die Erforschung und Festschreibung der historischen Entwicklung am Armesberg
- der Natur-, Landschafts- und Umweltschutz im Sinne des § 29 des Bundesnaturschutzgesetzes
- die Pflege des Wanderns, des heimatkundlichen Volks- und Brauchtums, sowie der Geselligkeit
- Veranstaltungen zum Wohle des Armesbergs.

### Bücher
- Dietmar Herrmann, Helmut Süssmann: Fichtelgebirge, Bayerisches Vogtland, Steinwald, Bayreuther Land. Lexikon. Ackermannverlag, Hof (Saale) 2000, ISBN 3-929364-18-2, S. 3 f.
- Alfred Sladek: Rundwanderungen Fichtelgebirge. J. Fink-Kümmerly + Frey Verlag, Stuttgart 1978, ISBN 3-7718-0245-8. S. 68f.
- Anton Reger: Kulmainer Heimatbüchlein. 1980/1981, Laßleben Verlag, ISBN 3-7847-1132-4.
- Peter Morsbach/Wilkin Spitta: Wallfahrtskirchen in der Oberpfalz. Friedrich Pustet Verlag, Regensburg 2005, ISBN 3-7917-1943-2.
- Steinwaldia Pullenreuth (Hrsg.): Wir am Steinwald, Heft 4 (1996), 1996, Verlag E. Bodner, Pressath, ISBN 3-926817-47-X. S. 17f.; S. 117f.
- Steinwaldia Pullenreuth (Hrsg.): Wir am Steinwald, Heft 13 (2005), 2005, Verlag E. Bodner, 2005 Pressath, ISBN 3-937117-37-7. S. 7–15.
- Johann Vogl: Der Armesberg und seine Wallfahrtskirche zur heiligsten Dreifaltigkeit, 1976. DNB 860987329
- Hans Steinbruckner: Armesberg: Geschichte und Geschichten. Bauer und Sieber Verlag, Würzburg 1969.

### Zeitungen/Zeitschriften
- Josef Lehner: Armesberg oder Armansberg. – Geschichte der Armesbergkirche, 1949/1950 in „Kemnather Zeitung“ Nr. 14, S. 45–47. 
(Eintrag in der Bayerischen Bibliographie)
- Martin Wiesend: Das Kirchlein auf dem Armesberg (bei Kirchenlaibach), 1931 in „Oberfränkische Heimat 8“ 
(Eintrag in der Bayerischen Bibliographie)
- Hans Vizthum: Die Kemnather Pfarr-Wallfahrten, 2001 in „Kemnather Heimatbote 21“ 
(Eintrag in der Bayerischen Landesgeschichtlichen Zeitschriftenschau (Seite dauerhaft nicht mehr abrufbar, festgestellt im November 2024. Suche in Webarchiven))
- Rosa Buckler: Armesberg, 1988 in „Kemnather Heimatbote 8“
- Dr. Anton Reger: Der Versuch einer „Annexion“ der Armesbergkirche, 1982 in „Kemnather Heimatbote 2“
- Dr. Anton Reger: Arckhauer erzählt Armesberg-Geschichten, 1983 in „Kemnather Heimatbote 3“
- Dietmar Herrmann: Der Armesberg, in: Der Siebenstern, Heft 3-2015, S. 16–17